# ژولیبوژ
ژولیبوژ (به لهستانی:  Żoliborz) یک منطقهٔ مسکونی در لهستان است که در ورشو واقع شده‌است. ژولیبوژ ۸٫۵ کیلومتر مربع مساحت و ۴۸٬۴۴۳ نفر جمعیت دارد.